# زیردریایی کلاس سالمون
زیردریایی کلاس سالمون (به انگلیسی: Salmon-class submarine) یک کلاس از زیردریایی است که طول آن ۳۰۸ فوت (۹۴ متر) می‌باشد.